# 桑名市
桑名市（日语：／ Kuwana shi */?）是位於日本三重縣北部的城市，轄區位於伊勢平原的最北端，木曾三川河口西岸，並與愛知縣和岐阜縣接壤。
市區距離名古屋市市中心僅約25公里，因此長期以來設立了大量住宅區並成為名古屋市的通勤城市。
由於木曾三川河口適合文蛤生長，文蛤成為桑名市的特產，並發展出時雨蛤的特色料理。
鑄造產業長期以來是桑名的主要產業之一，在1960年代時曾擁有超過200家的製造業者，年產量達20萬噸；但隨著日本工業環境的改變，在2010年代本地的鑄造業者僅剩下約20家，年產量約在2萬噸。

## 人口
| 桑名市人口分布圖 |                                               |  |
| 桑名市與日本全國年齡別人口分布比較圖 （2005年資料） | 桑名市的年齡、男女別人口分布圖 （2005年資料） |  |
| ■紫色是桑名市 ■綠色是全国 | ■藍色是男性 ■紅色是女性                       |  |
| 桑名市人口變化 \| 1970年 \| 101,403人 \| \| \| 1975年 \| 105,583人 \| \| \| 1980年 \| 110,310人 \| \| \| 1985年 \| 119,855人 \| \| \| 1990年 \| 124,042人 \| \| \| 1995年 \| 129,595人 \| \| \| 2000年 \| 134,856人 \| \| \| 2005年 \| 138,963人 \| \| \| 2010年 \| 140,290人 \| \| \| 2015年 \| 140,303人 \| \| \| 2020年 \| 138,613人 \| \| |                                               |  |
| 資料來源：日本總務省統計中心提供之人口普查數據 |                                               |  |
| 1970年 | 101,403人                                     |  |
| 1975年 | 105,583人                                     |  |
| 1980年 | 110,310人                                     |  |
| 1985年 | 119,855人                                     |  |
| 1990年 | 124,042人                                     |  |
| 1995年 | 129,595人                                     |  |
| 2000年 | 134,856人                                     |  |
| 2005年 | 138,963人                                     |  |
| 2010年 | 140,290人                                     |  |
| 2015年 | 140,303人                                     |  |
| 2020年 | 138,613人                                     |  |

## 歷史

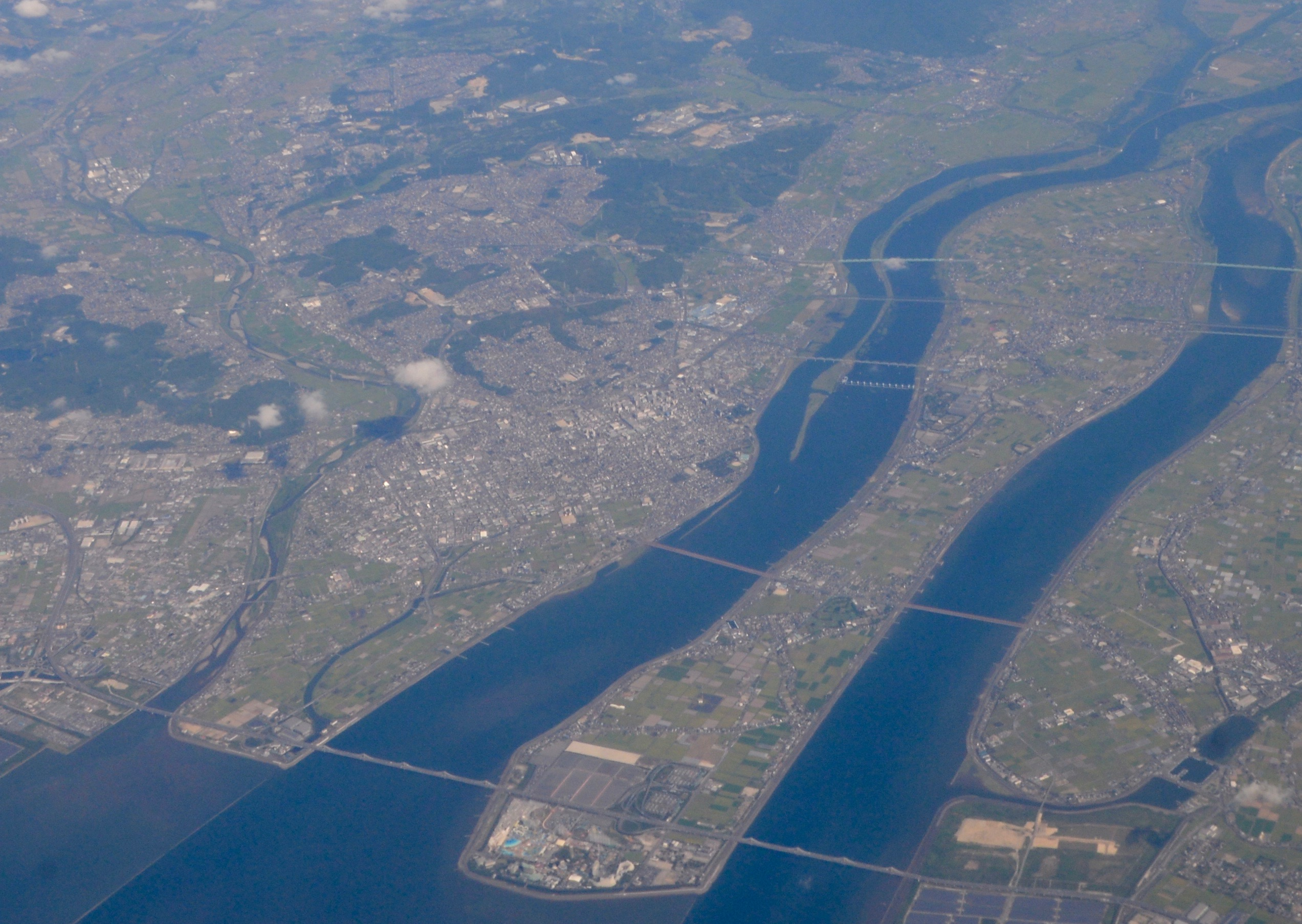
位於木曾三川河口桑名市轄區的空拍圖，下方為伊勢灣，桑名市主要市區位於河口右岸，過去為桑名藩領地，河口的沙洲島為長島，過去為長島藩領地。

「桑名」的名字最早在8世紀完成的《日本書紀》中已有紀載，其名稱來源被認為最有可能是源自過去此地的豪族「桑名首」。
現在的桑名市轄區在過去的令制國時代屬於伊勢國桑名郡和員辨郡，由於位於木曾三川的河口，成為伊勢平原和濃尾平原之間的港口，又在自京都往東經鈴鹿關至東日本各地的路途上，因而成為各地物資集散地，並發展為商業城市，在14世紀後曾被稱為「十樂之津」，但在商業城是以外的周邊區域則是由被統稱為北勢四十八家的眾多小勢力豪族所控制。
16世紀戰國時代期間，石山本願寺曾在以位於木曾三川河口的長島為據點，發起長島一向一揆與織田信長對抗，織田信長花費五年才取得勝利，之後織田信長將此地連同長島城封給瀧川一益。
17世紀進入江戶時代後，長島城由德川家的譜代大名菅沼氏入主，建立長島藩，但此後歷經多次改易，曾先後改由久松松平氏、增山氏入主。而位於西側的桑名藩最初曾由德川四天王之一的本多忠勝入主，並建立桑名城，不過之後也一樣歷經多次改易，先後改由久松松平氏、奧平松平氏、久松松平氏入主。
而在本多忠勝入主桑名的時期，開始在此發展鑄造產業，並在後續的藩主持續經營下，「桑名鑄物」成為桑名的一項傳統產業。
同時也由於位於東海道上，在江戶時代整備的東海道五十三次中，桑名城城下町成為其中一個宿場－桑名宿。
19世紀末明治維新實施廢藩置縣後，此區域改隸屬桑名縣和長島縣，不過僅四個月後全數區域即被整併至安濃津縣，而安濃津縣在三個多月後被更名為三重縣。
1889年日本實施町村制，在原本桑名城下町及周邊區域設立桑名町，此外現在的桑名市轄區在當時還分屬其他包括赤須賀村、城南村、桑部村、在良村、益生村、大山田村、深谷村、野代村、古濱村、古美村、多度村、七取村、楠村、長島村、伊曾島村、久米村、七和村共17個行政區劃。
1920年代開始，桑名町陸續將周邊的赤須賀村、益生村、西桑名町（原大山田村）併入，並在1937年升格為桑名市，此後在1950年代的昭和大合併期間又繼續併入桑部村、在良村、深谷村、城南村、七和村、久米村；同樣在昭和大合併期間，位於北部的五個行政區劃則整併為多度町，位於東部木曾三川河口沙洲島上的區域則整併為長島町。
2000年代日本政府啟動平成大合併，桑名市、多度町、長島町在2004年再次進行整併，合併後的新市名則繼續採用桑名市。

## 交通

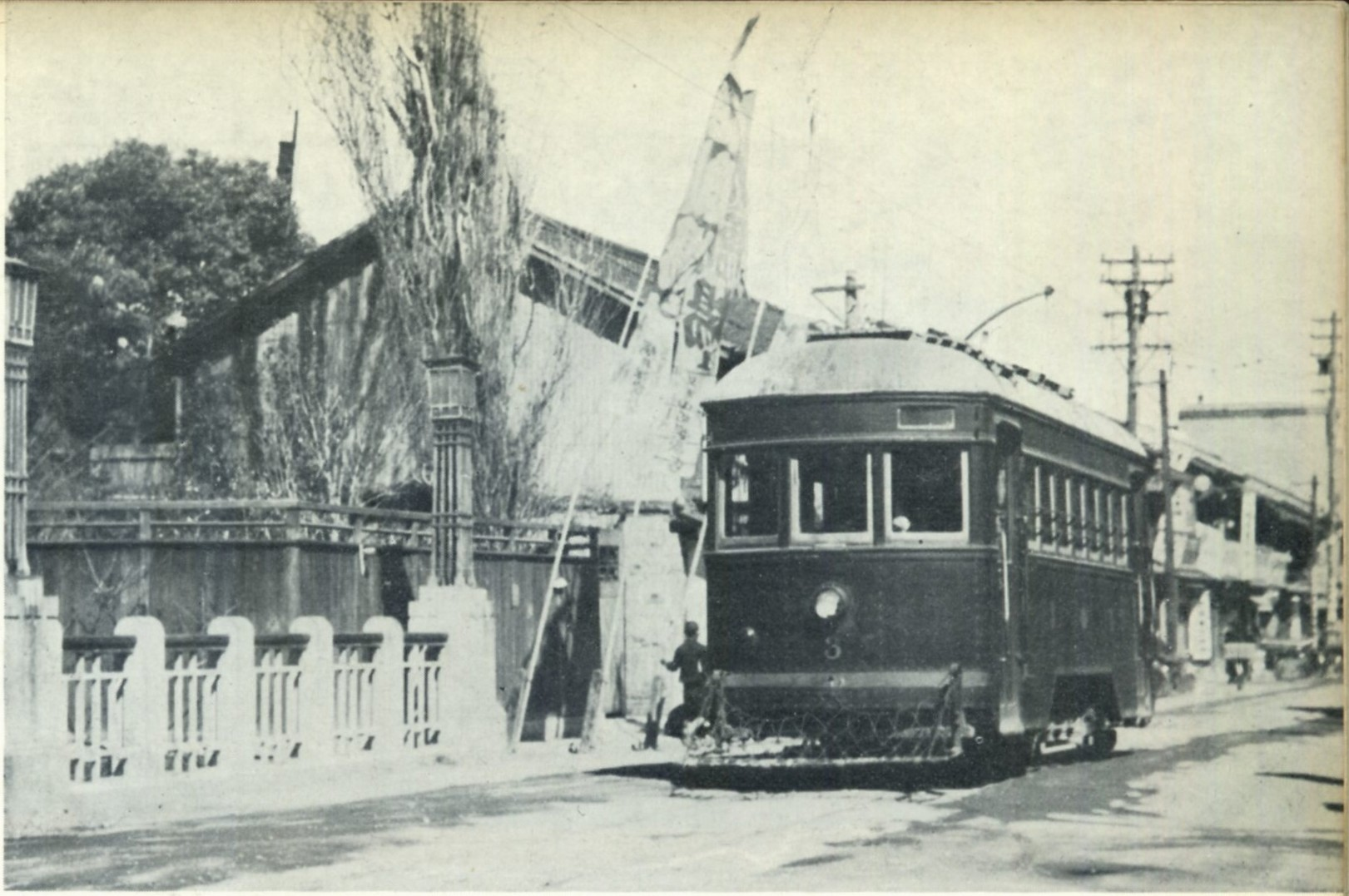
1939年拍攝的桑名電軌電車

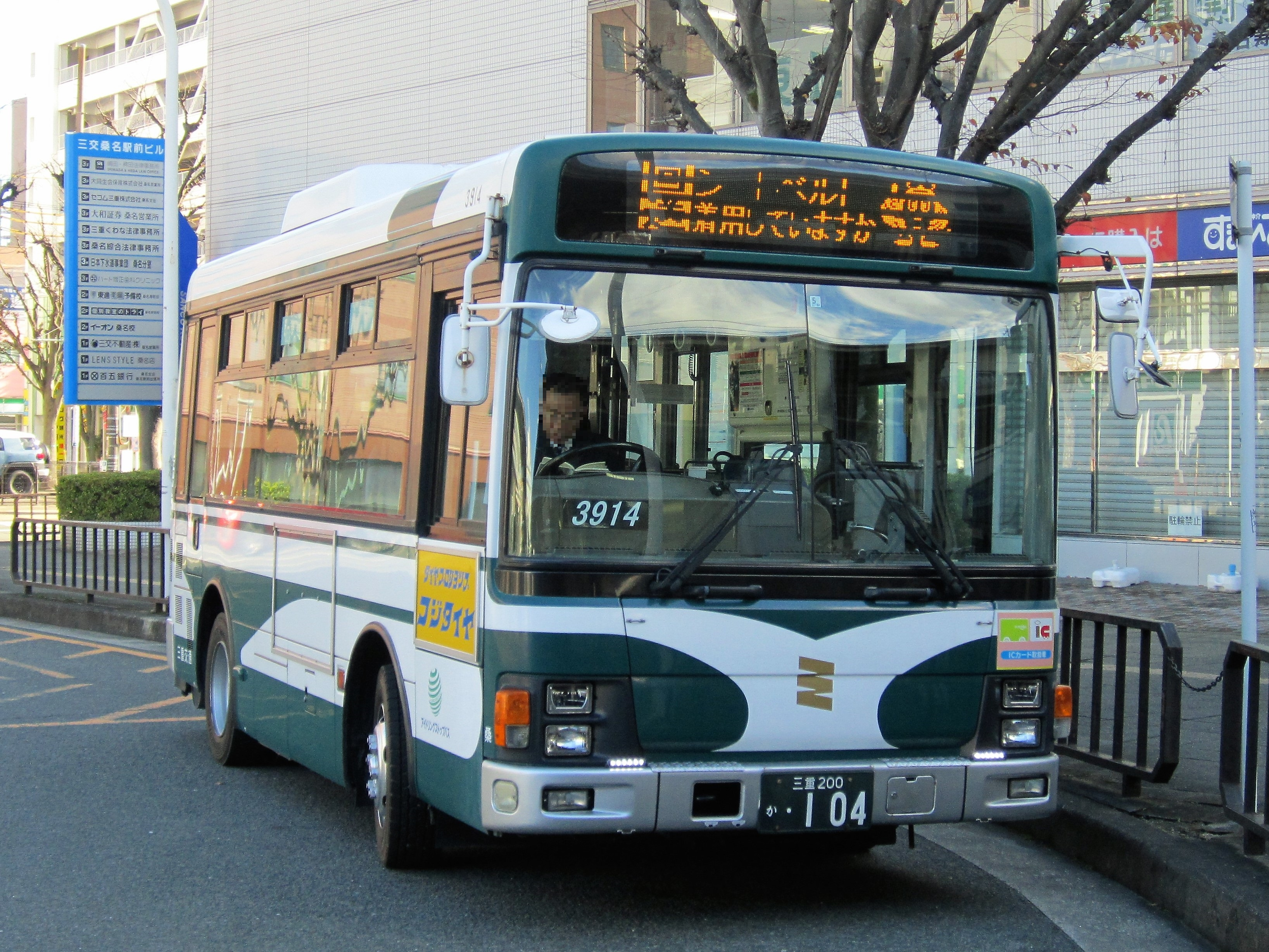
停靠於桑名車站前的三重巴士車輛

桑名市轄內共有東海旅客鐵道關西本線、近畿日本鐵道名古屋線、養老鐵道養老線、三岐鐵道北勢線多達四條的鐵路路線通過，其中市內最主要的鐵路車站桑名車站有三條鐵路路線通過，而未駛入桑名車站的北勢線也在一旁設有西桑名車站。經由這四條鐵路，可以從桑名市內前往三重縣中南部、名古屋市及岐阜县。
過去在1927年至1944年期間，在現在的桑名市的是區內也曾經有桑名電軌所經營的有軌電車，不過在1943年因為二次大戰爭被列入不要不急線，桑名電軌因而停止營運並解散公司。
此外，轄內也有高速公路東名阪自動車道和伊勢灣岸自動車道通過，藉由這兩條高速公路除了往西可以前往三重縣其他地區，往東也可以進入名古屋市或愛知縣東部地區。
在轄內經營路線客運的業者包括三重交通、八風巴士、三岐鐵道，此外桑名市政府也有開設社區巴士K-巴士。

### 鐵路
- 東海旅客鐵道
  - 關西本線：（←彌富市） - 長島車站 - 桑名車站 - （朝日町→）
- 近畿日本鐵道
  - 名古屋線：（←彌富市） - 近鐵長島車站 - 桑名車站 - 益生車站 - （朝日町→）
- 養老鐵道
  - 養老線：桑名車站 - 播磨車站 - 下深谷車站 - 下野代車站 - 多度車站 - （海津市→）
- 三岐鐵道
  - 北勢線：西桑名車站 - 馬道車站 - 西別所車站 - 蓮花寺車站（日语：蓮花寺駅） - 在良車站 - 星川車站 - 七和車站 - （東員町→）

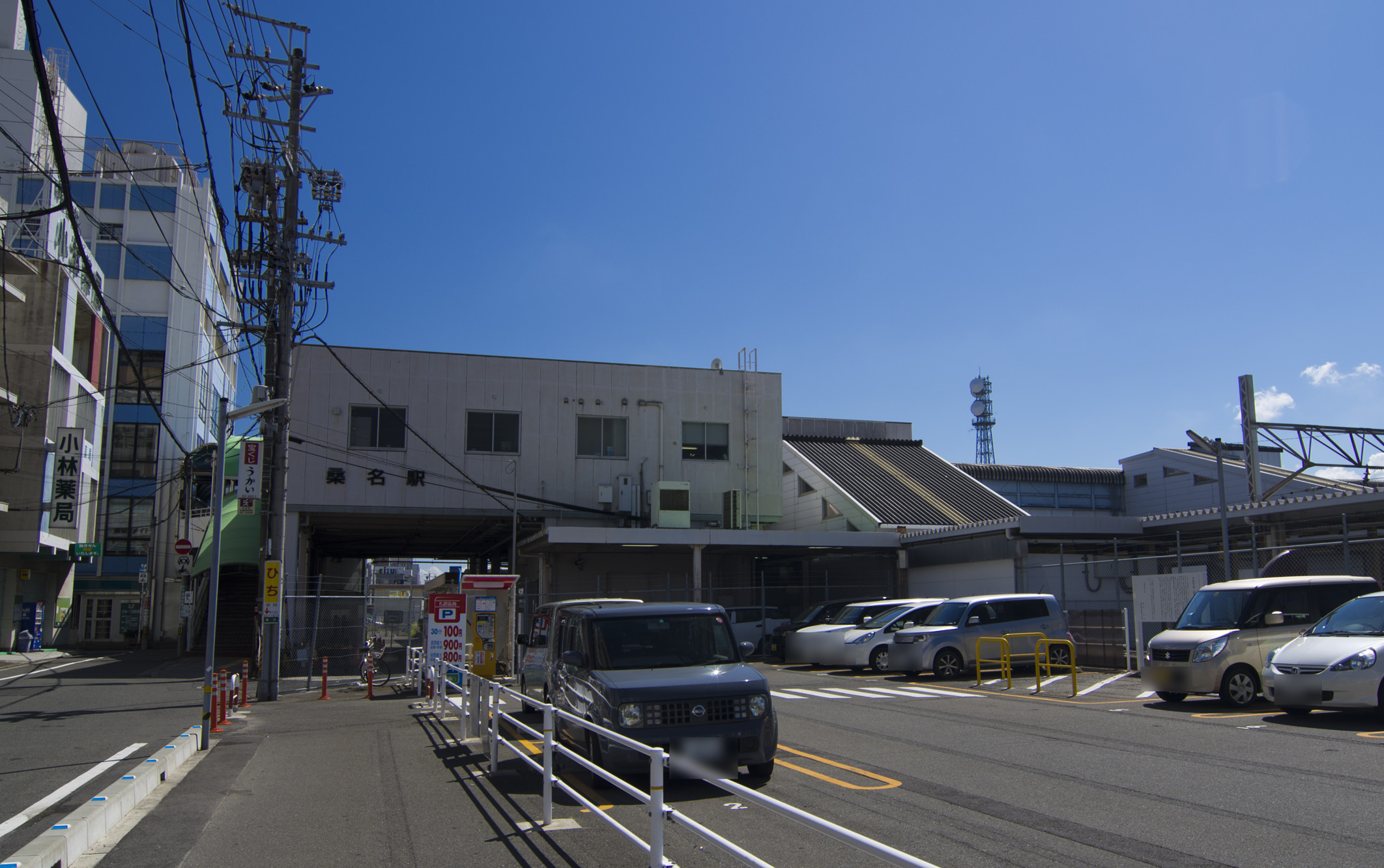
桑名車站東口
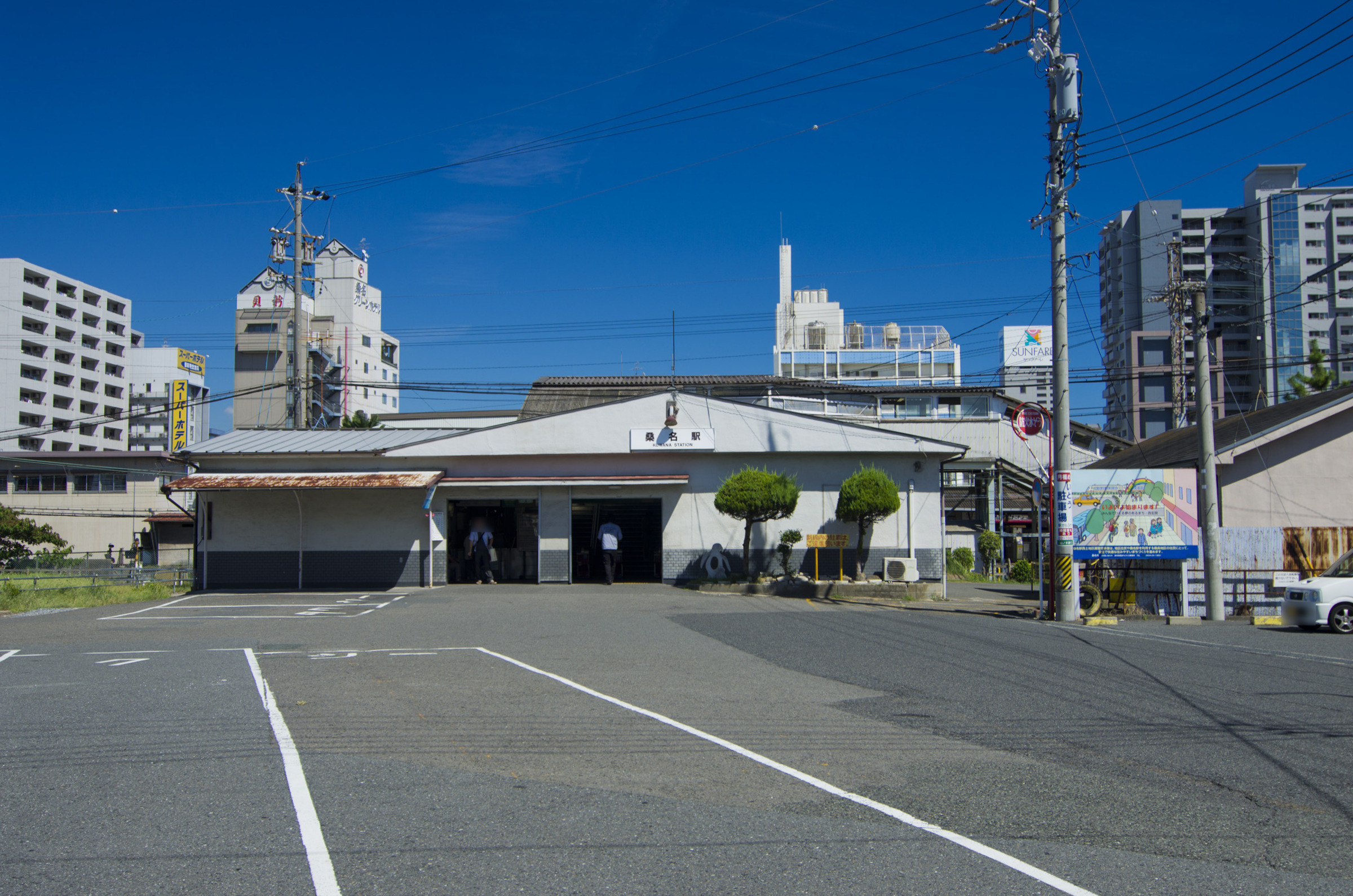
桑名車站西口
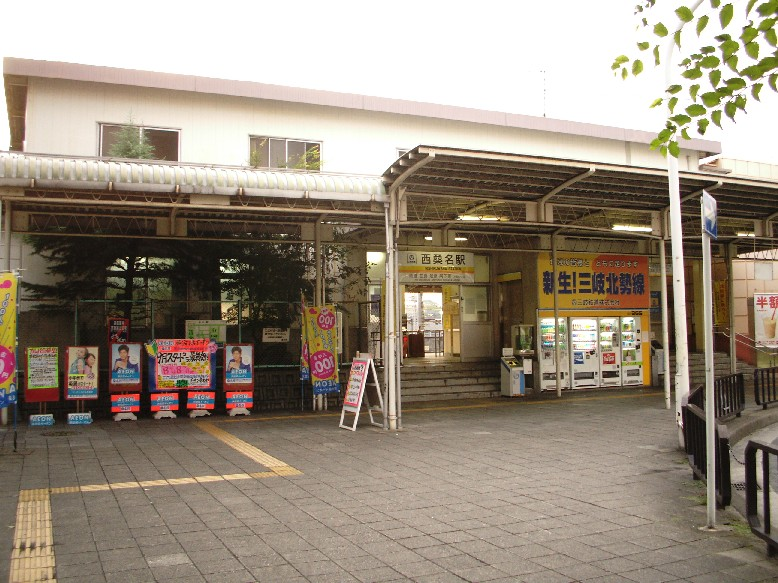
西桑名車站
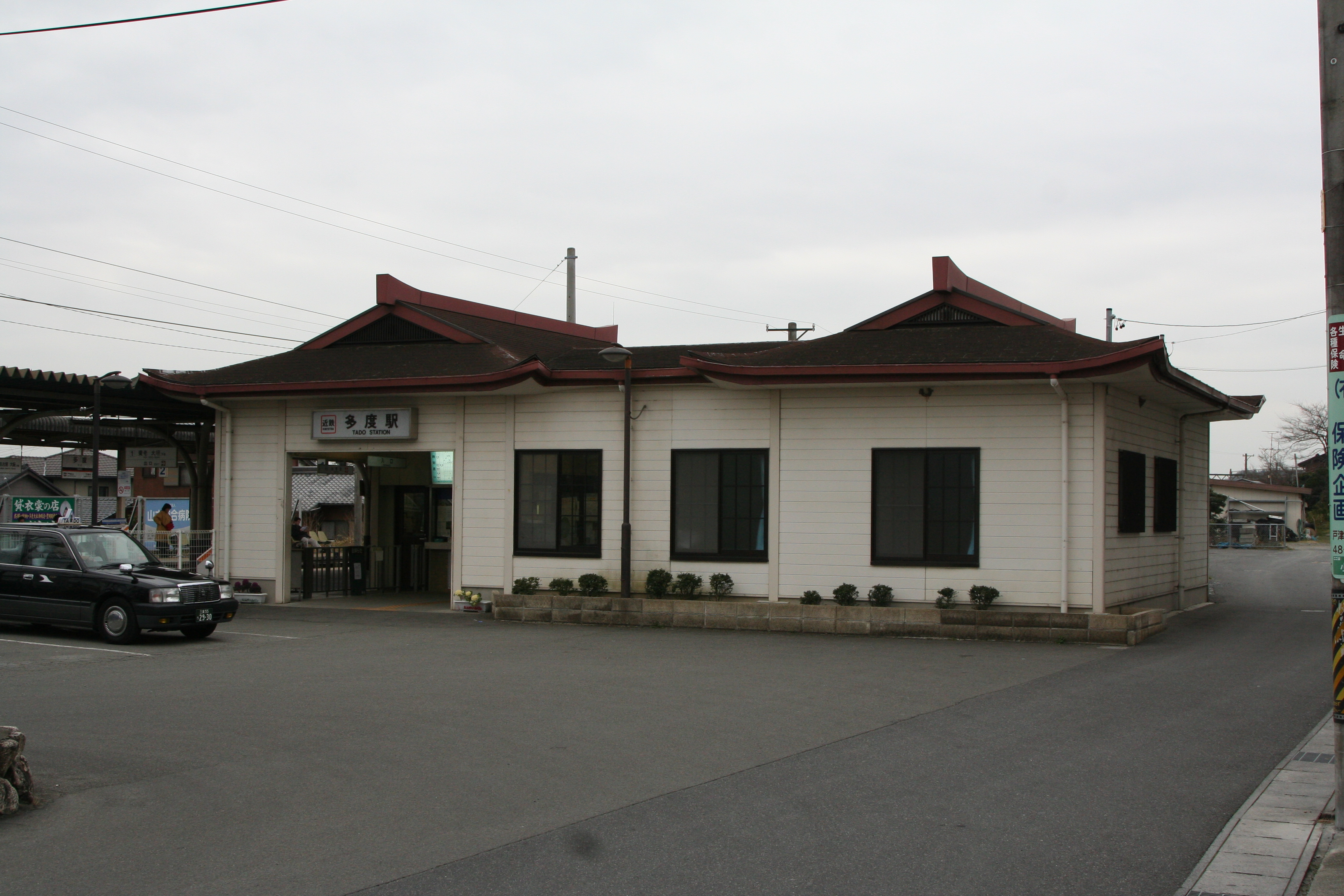
多度車站
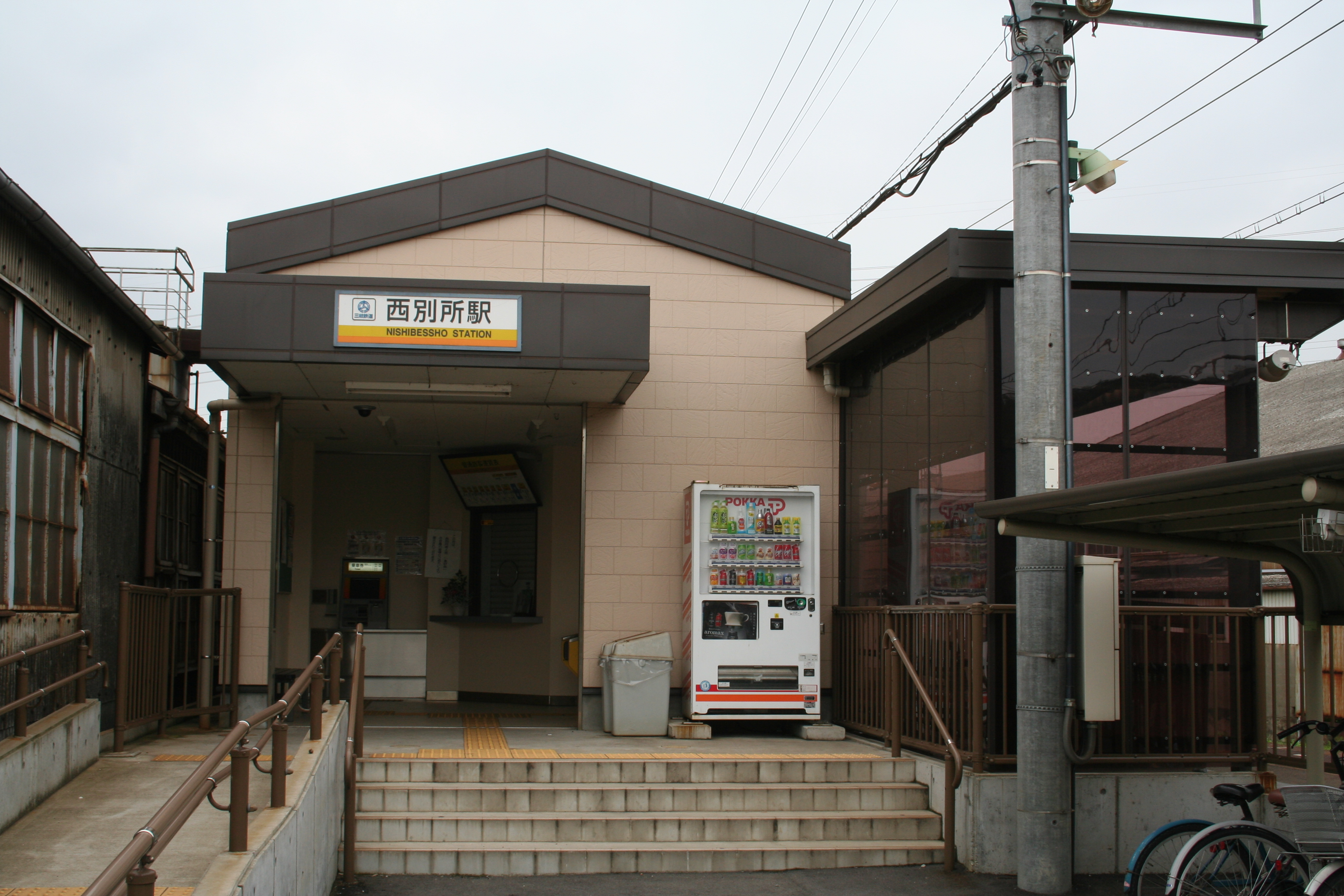
西別所車站
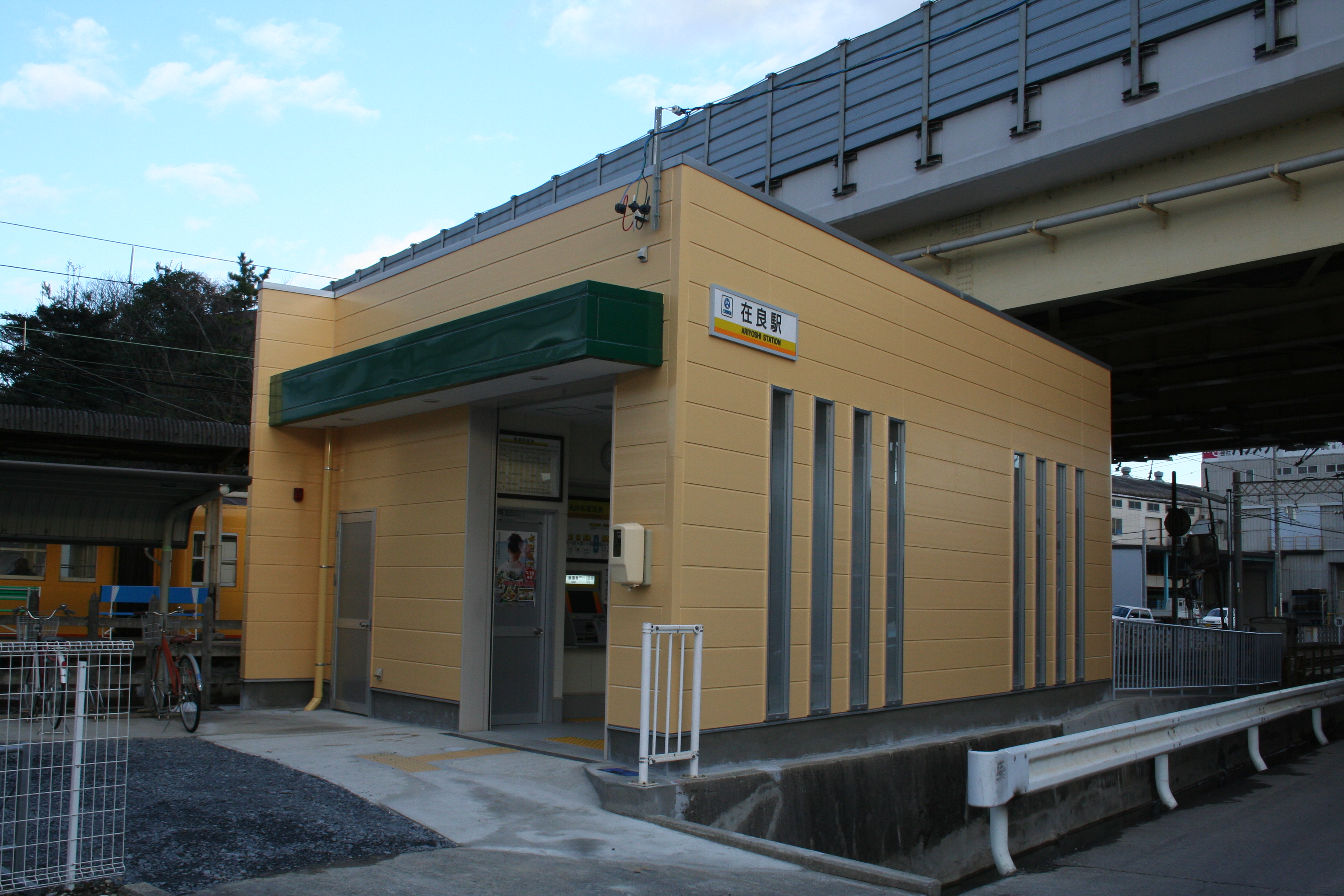
在良車站
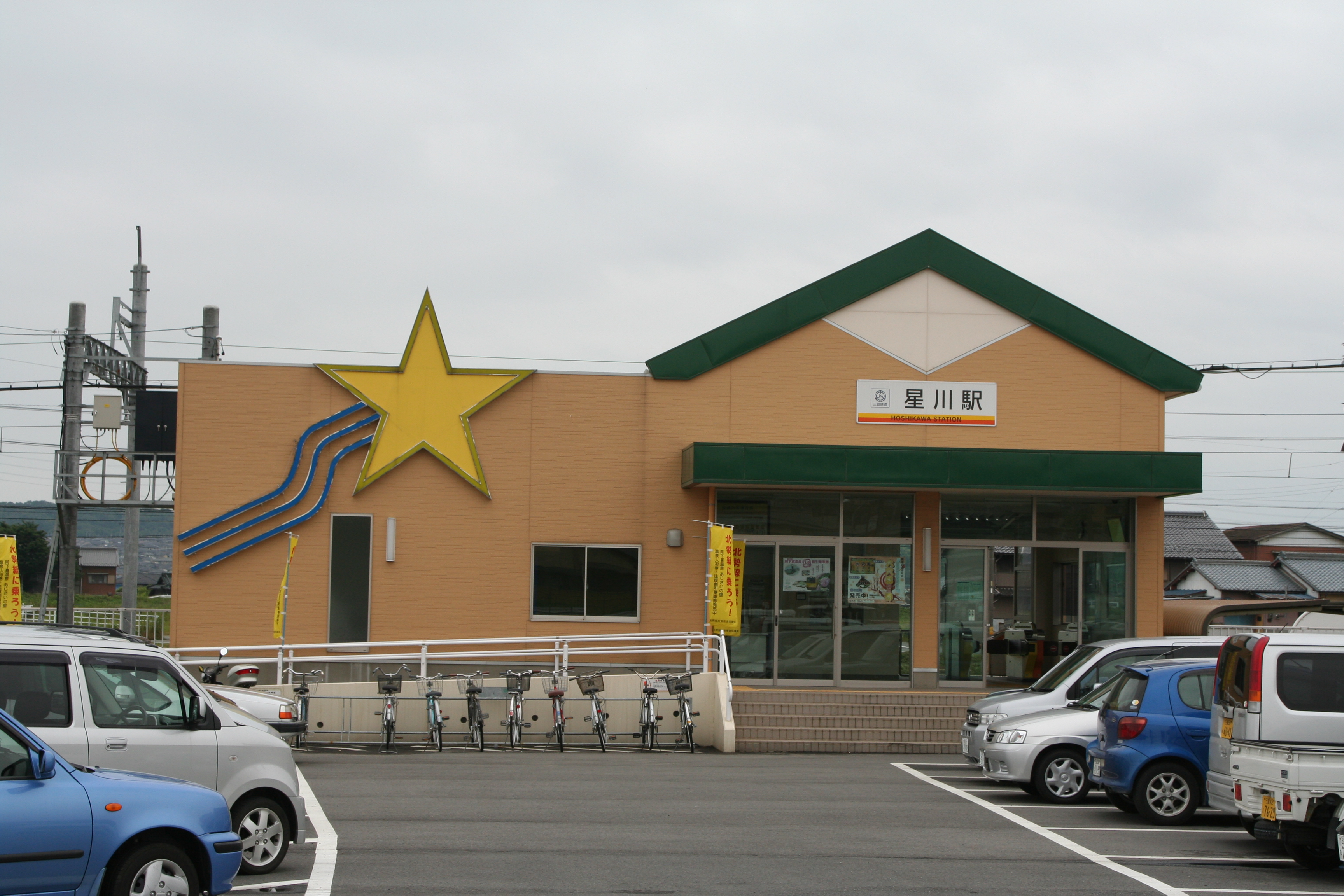
星川車站
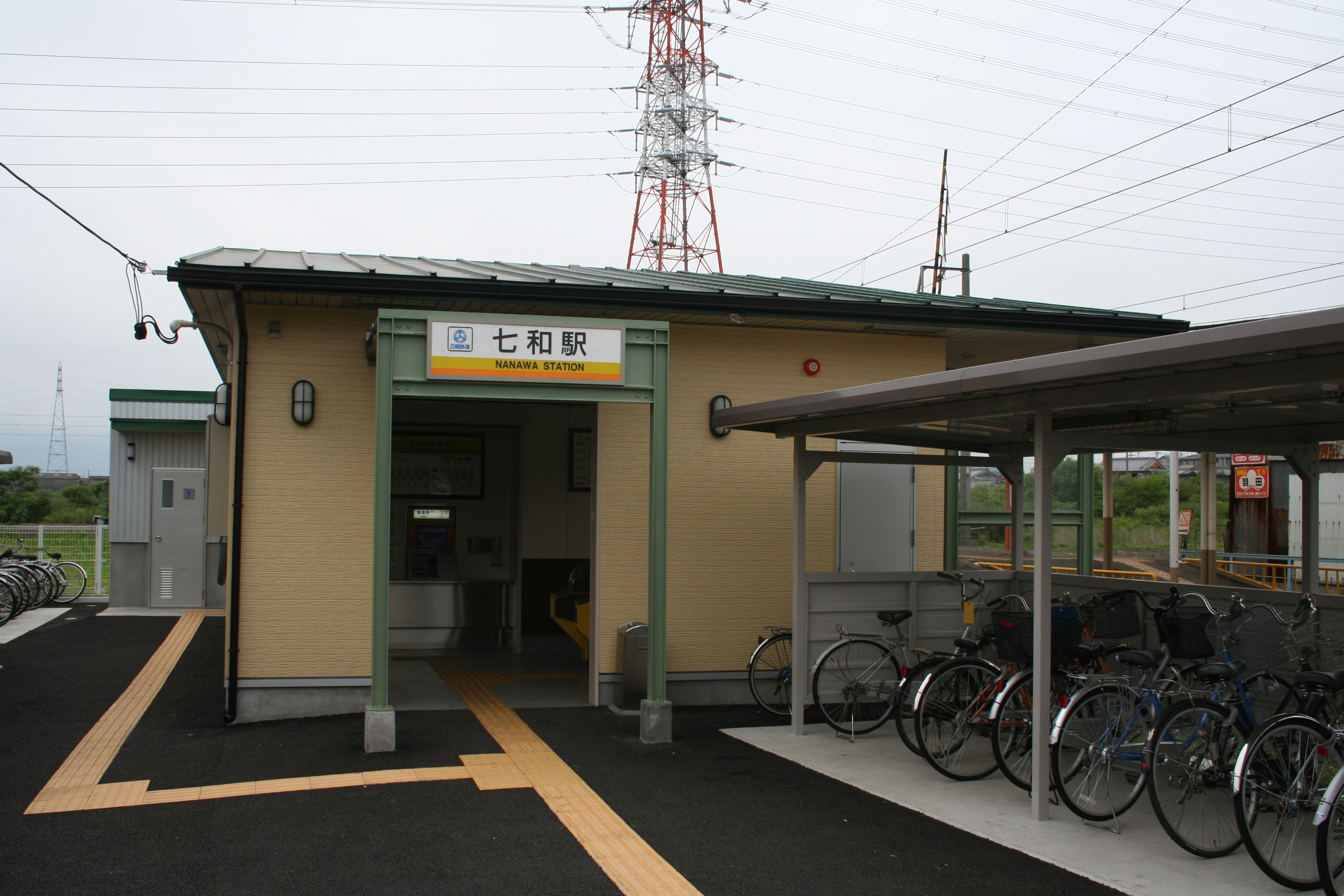
七和車站

### 公路
高速公路
- 東名阪自動車道：（彌富市） - 長島交流道 - 桑名東交流道 - 大山田休息區 - 桑名交流道 - （四日市市）
- 伊勢灣岸自動車道：（木曾岬町） - 灣岸長島交流道/灣岸長島休息區 - 灣岸桑名交流道 - （川越町）

## 觀光資源
大福田寺為屬於高野山真言宗的佛教寺院，其所祭祀的歡喜天被通稱為「桑名聖天」，在每年四月一日、二日會舉行桑名聖天大祭。
過去的桑名城雖然已被拆除，不過遺址現在已經設立為九華公園，為賞花的景點；由於過去的護城河仍留存至今，現在的公園內有約六成的地區都是水域，並有多座橋梁可以跨越這些水域。
而在九華公園北側靠近揖斐川河岸過去在江戶時代為桑名宿連結位於現在名古屋市熱田區的宮宿的渡船七里之渡的碼頭，現已被列為三重縣指定文化財。由於此地過去為自東方進入伊勢國的入口，因此在此碼頭設有「伊勢國一的鳥居」，現在鳥居仍被保存於原址。而碼頭區域現在也被劃入國營木曾三川公園的範圍內。
位於七里之渡西北側的諸戶氏庭園在江戶時代曾為當地商人的住所，19世紀末由商人第一代諸戶清六購下，佔地面積達8,000平方公尺，現在在每年春季及秋季時會對外開放參觀。在諸戶氏庭園一旁的六華苑為1910年代由第二代諸戶清六所建的西式住宅，其擁有池泉回遊式的日本庭園，佔地面積達18,000平方公尺；六華苑已在1990年被捐贈給桑名市政府，現已列為國家重要文化財產及名勝並對外開放參觀。
位於木曾三川河口的長島靠海處由民間開發商開發為長島溫泉樂園及長島度假村，其中有購物中心MITSUI OUTLET PARK 爵士之夢長島、植物園名花之里、長島溫泉。

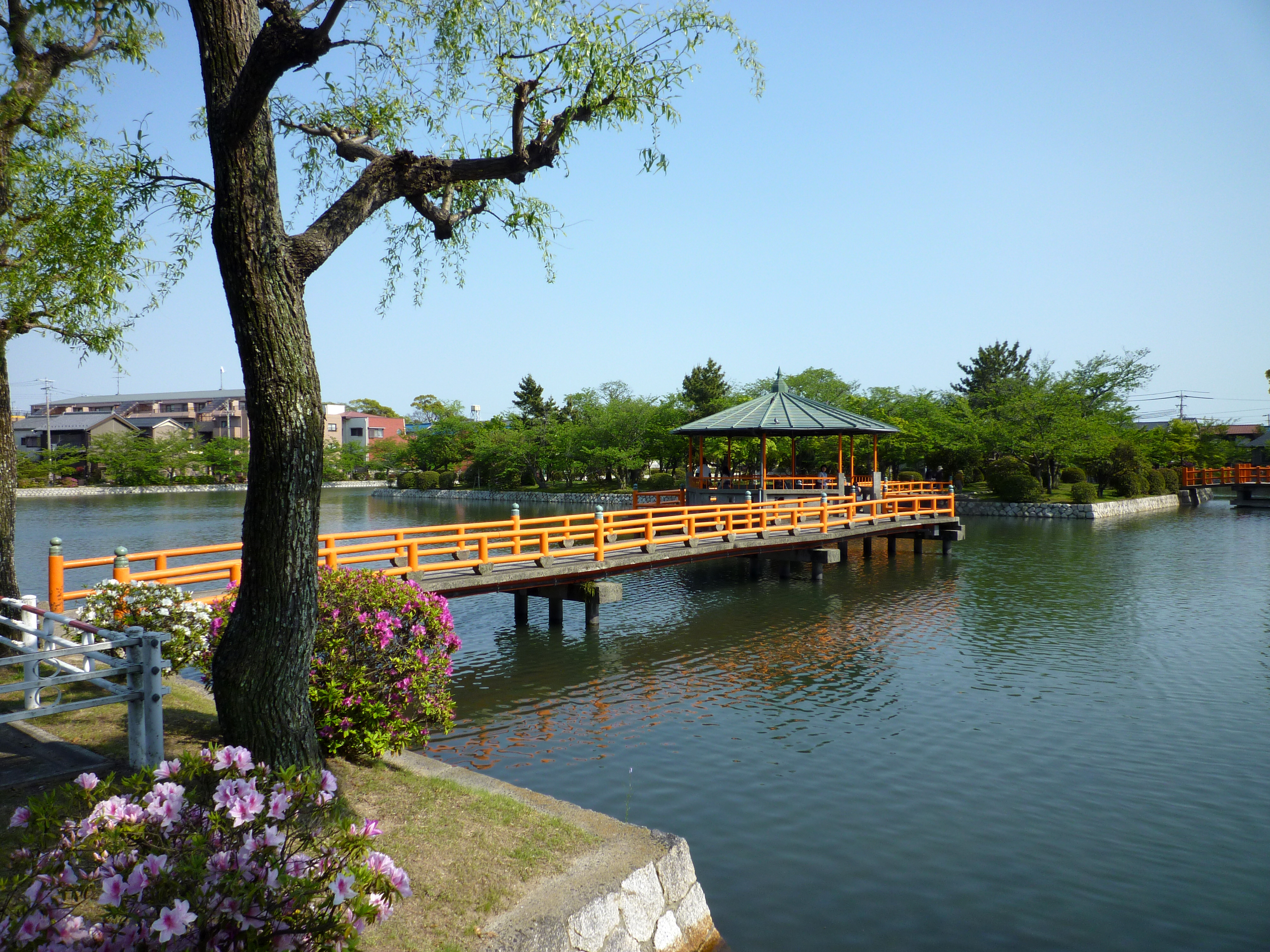
九華公園
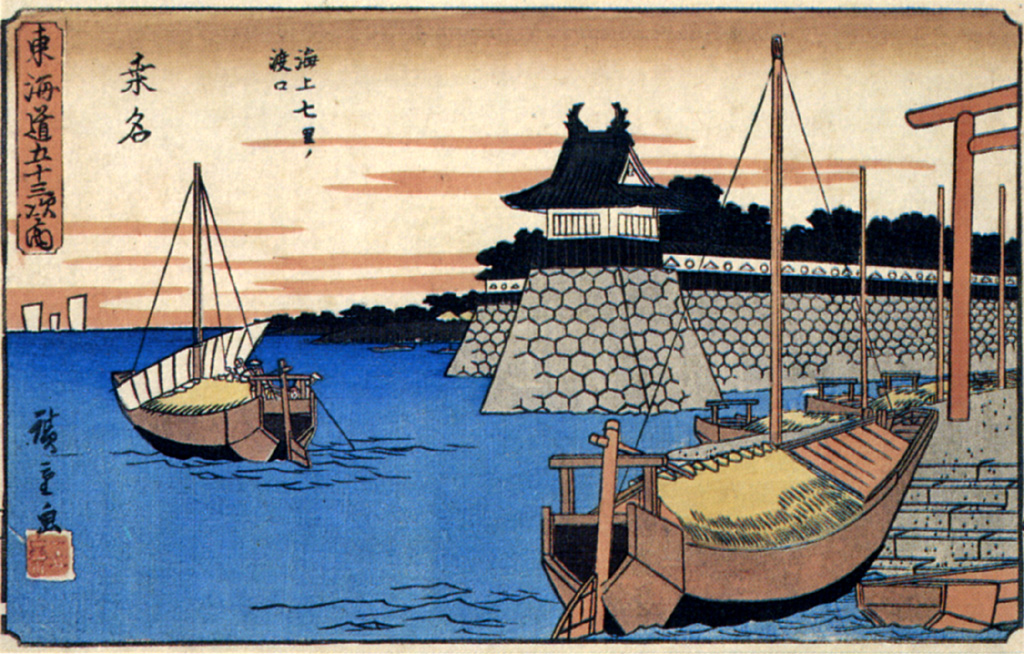
《東海道五十三次》　桑名　海上七里之渡口
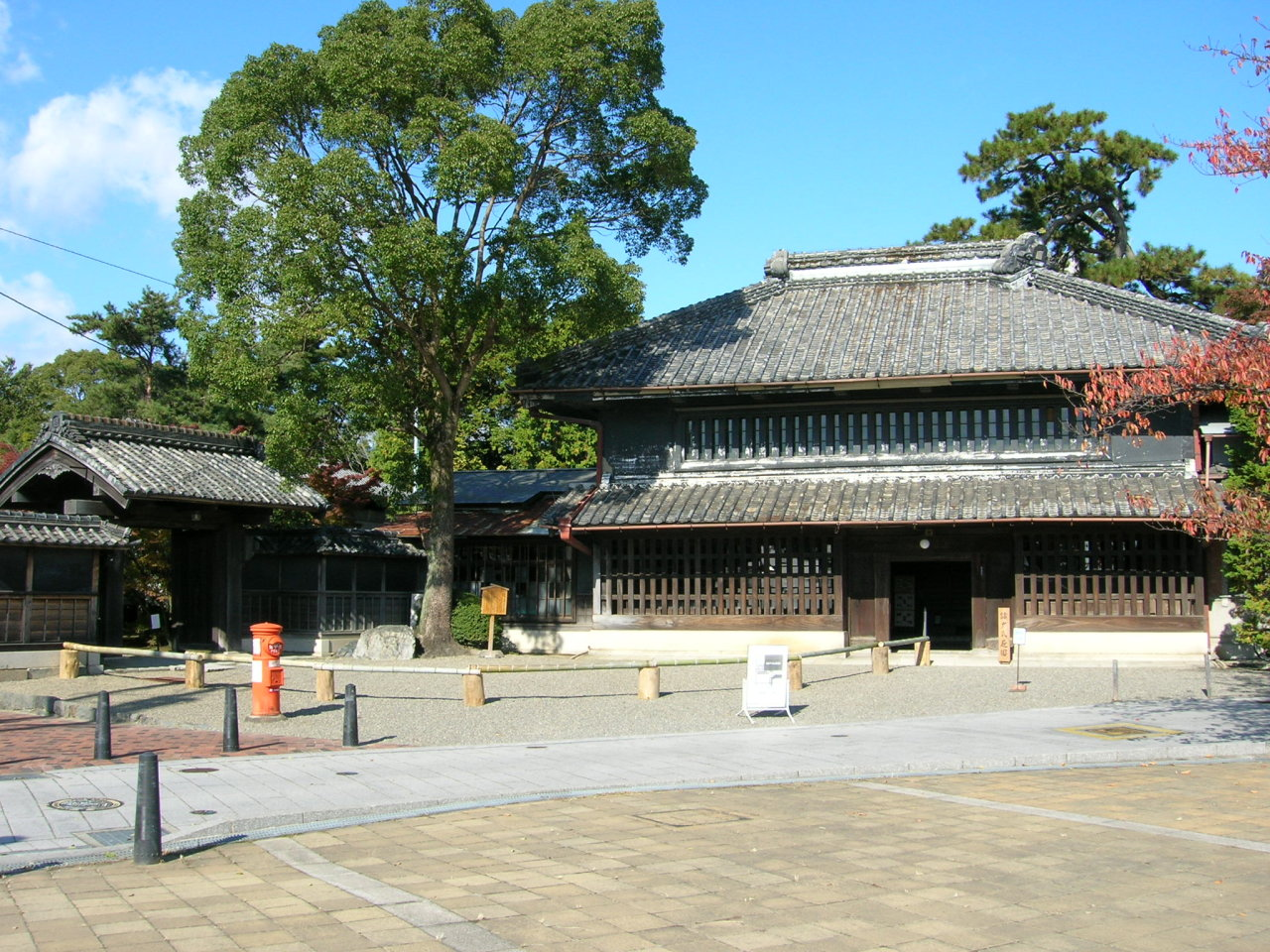
諸戶氏庭園　本邸
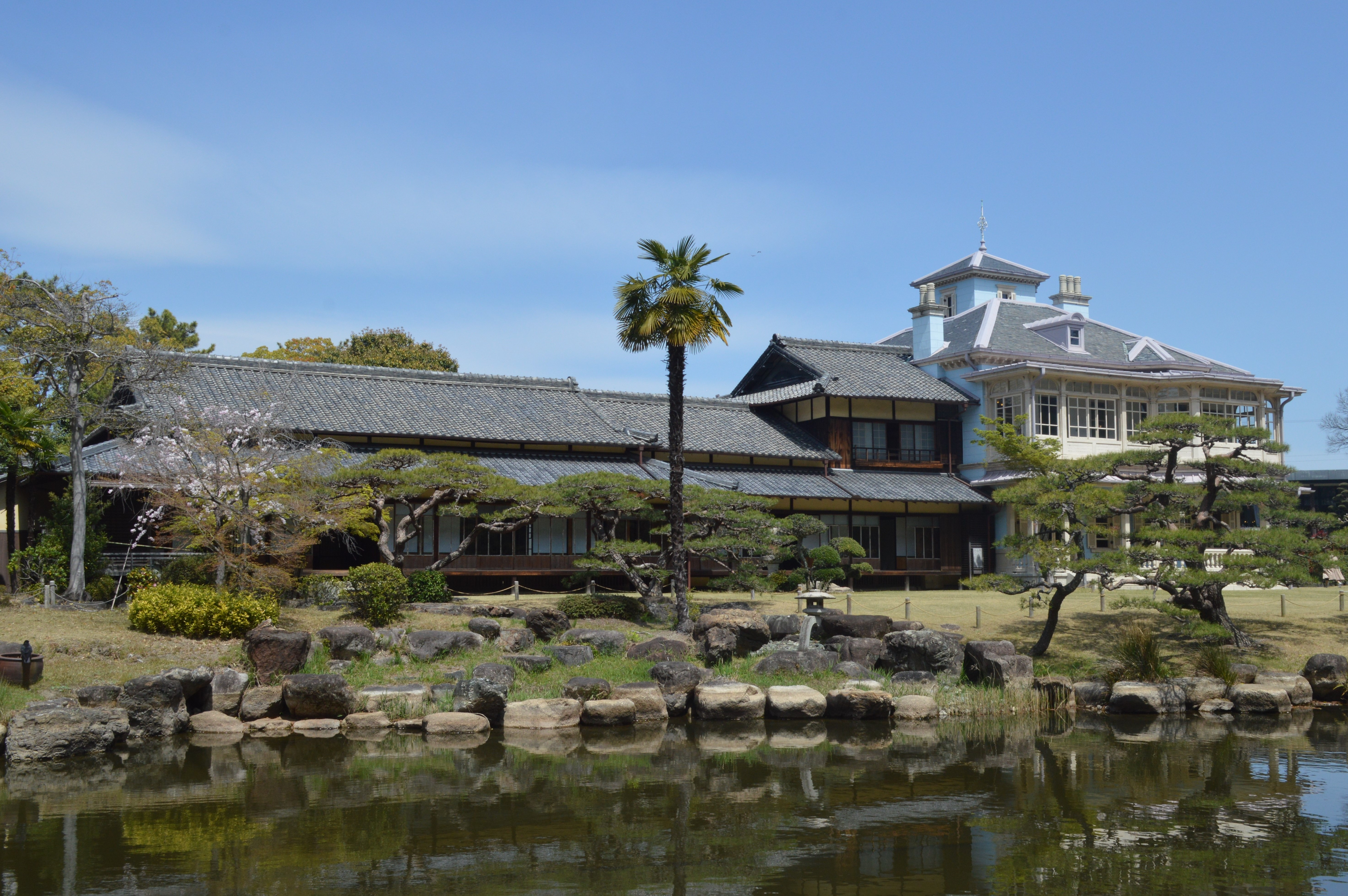
六華苑
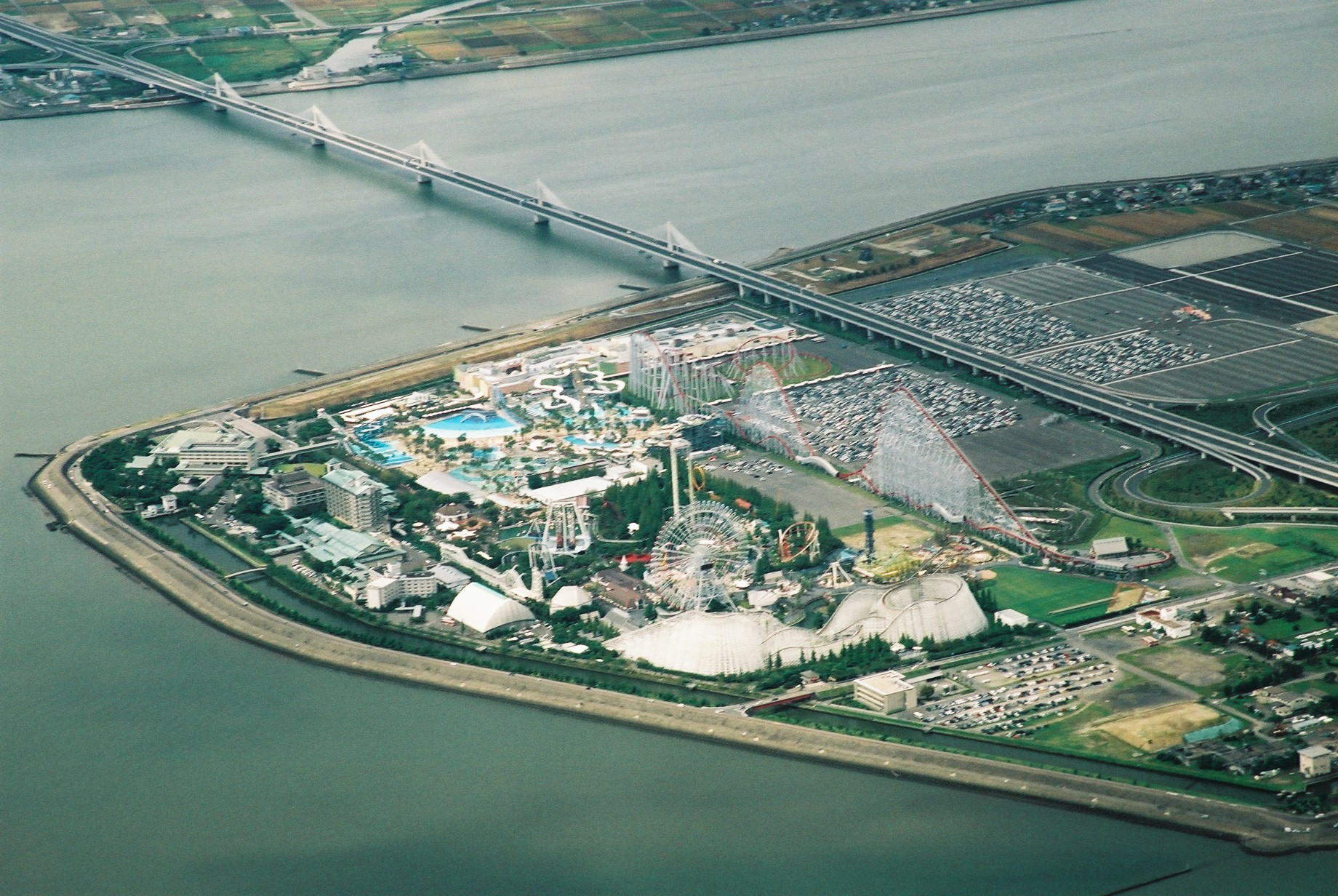
長島溫泉樂園
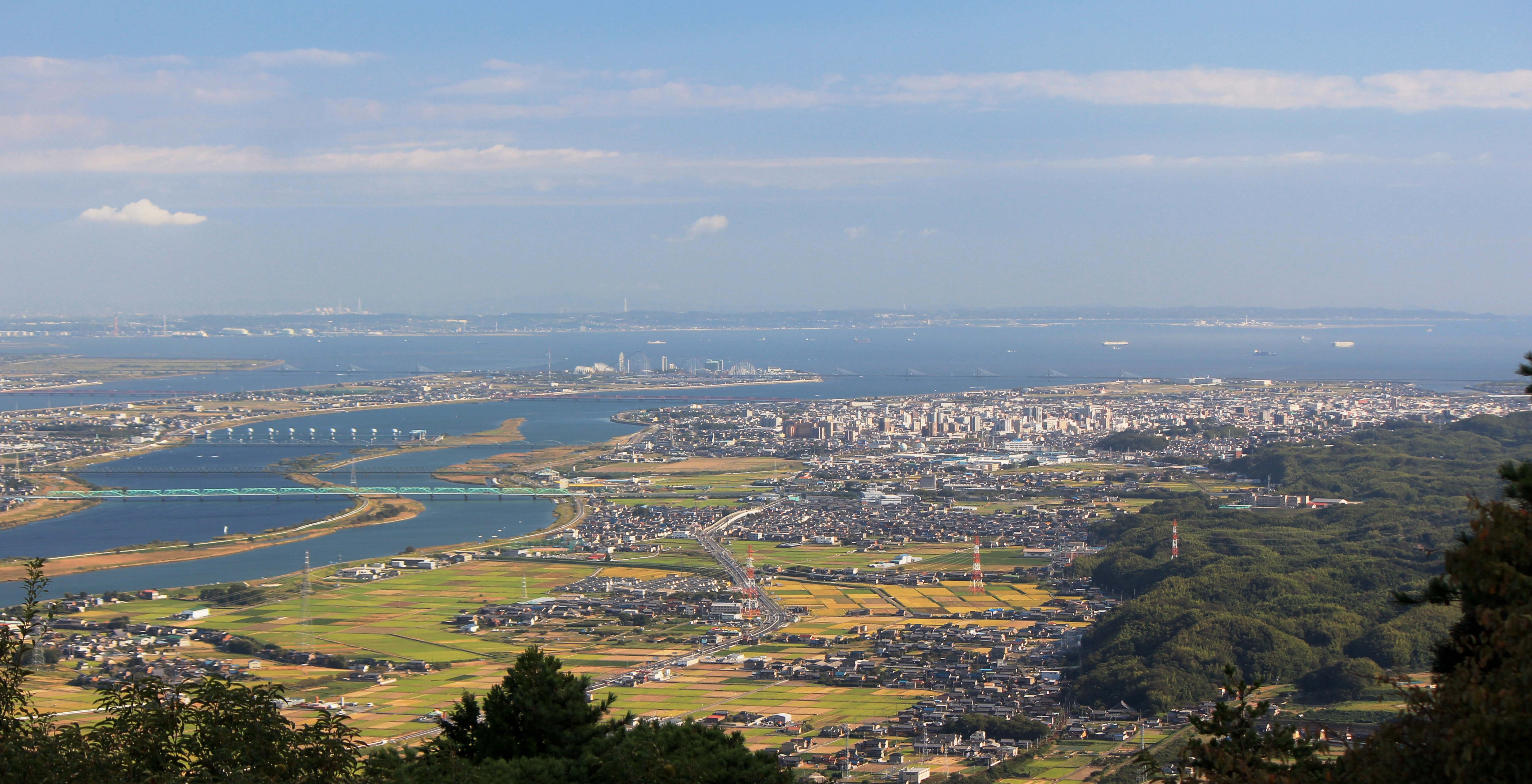
從多度山眺望桑名市區與伊勢灣

## 姊妹、友好城市

### 日本
- 苫前町（北海道）
由於在19世紀末有長島町的居民集體遷移至北海道留現在苫前町的區域開墾，因此長島町與苫前町在1981年締結為友好都市。[7]
- 白河市（福島縣）
- 行田市（埼玉縣）
1823年桑名藩（日语：桑名藩）、忍藩（日语：忍藩）、白河藩曾進行過一次三方領交換（日语：三方領知替え），因此這三個藩廳所在的桑名市、行田市、白河市在1998年締結為姊妹都市。[7]

## 外部連結
- （日語） 三重縣桑名市的X（前Twitter）
- （日語） YouTube上的桑名市秘書廣報課頻道
- （日語） 桑名市觀光指南 （页面存档备份，存于）
  - （简体中文） 桑名市觀光指南 （页面存档备份，存于）